# متحف آثار السلط
متحف آثار السلط (بيت طوقان) متحف أردني يقع في مركز السلط التجاري في مدينة السلط. تأسس عام 1983. أعادت دائرة الآثار العامة تأهيله في عام 2007 بالتعاون مع السفارة الهولندية ومؤسسة إعمار السلط.

## تأسيس
يقع متحف آثار السلط في مركز السلط التجاري الجديد وقد تم تأسيسه عام 1983 م.تنقل بين مبانٍ عدة إلى أن استقر في بيت طوقان التراثي الذي بنته العائلة في الفترة (1900-1915)، ثم قامت بلدية السلط بترميم البيت.
وفي عام 2007 أعيد تأهيل المتحف بالتعاون ما بين السفارة الهولندية ودائرة الآثار ومؤسسة إعمار السلط، وقد ساهم عدد من أبناء السلط بتمويل المشروع عن طريق السفارة الهولندية.
عُرضت القطع الأثرية المكتشَفة من مواقع التنقيب في منطقة البلقاء في 14 خزانة موزعة على أربع قاعات؛ قاعة «الدولمن»، وقاعة «فترة بناء المدن»، وقاعة «من الحصون إلى القرى»، وقاعة «البيئة الريفية»، كما خُصصت قاعة في الطابق العلوي للنشاطات الطلابية.
يتضمن المتحف بالإضافة للقطع الأثرية؛ نماذج لحقل «دولمن» وطاحونة سكّر وحجر مِيلي روماني.

## قاعات المتحف
يحتوي المتحف على قاعتين للعرض هما:
- القاعة الرئيسية، وتضم مجموعة من القطع الفخارية التي عثر عليها في موقع تليلات الغسول من العصر الحجري النحاسي (4500-3300 ق.م). وتضم الخزانة المخصصة للعصر البرونزي المبكر (3300 –2200 ق.م) مجموعة من جرار الماء الكبيرة والأسرجة الفخارية، وقد عُثر على معظم هذه القطع في منطقة السلالم، والطوال الشرقي. أما خزانتا العصر البرونزي الأوسط والمتأخر (2200-1200 ق.م) فتحتويان على صحون فخارية من الحفريات الأثرية في مناطق البقعة وكتارة السمراء. تضم خزانة العصر الحديدي (1200-539 ق.م) قطعاً فخارية وأسرجة من تل دير علا. أما خزانة الفترة البيزنطية (324- 636 م) فتضم عدداً كبيراً من القطع الزجاجية ومجموعة من الأسرجة والشمعدنات التي كانت في كنيسة بزينطية في منطقة جلعد. وتحتوي الخزانة السابعة على قطع فخارية تعود في تاريخها إلى الفترة الأيوبية المملوكية (1174-1516م) وتضم القاعة الرئيسية أيضا بقايا ولقي أثرية وجدت في منطقة وادي شعيب وفي المقبرة الرومانية، وهي عبارة عن أساور برونزية وقلائد نحاسية بالإضافة إلى مجموعة من النقود الهلنستية وحتى الفترة الأيوبية.
- قاعة العرض الثانية، وهي أصغر حجماً من الأولى، يُعرض فيها مجموعات من القطع الفخارية والزجاجية بأشكال مختلفة مثل الأسرجة والصحون والقوارير المكتشفة في مناطق مختلفة من محافظة البلقاء وتضم هذه القاعة أيضا مجموعة من الصور الفوتوغرافية الكبيرة والصغيرة التي تمثل نماذج من بيوت السلط التراثية وبعض الأحياء والأسواق القديمة.